# Papa Marinho II
Marinho II (ou Marino II, mais tarde considerado como sendo o Papa Martinho III), nasceu em Roma e foi o 128.º Papa entre 942 e 946. Foi elevado ao papado graças à intervenção de Alberico II de Spoleto, tendo focado a sua atividade em aspectos administrativos do Papado.

## Início de carreira
Mariano nasceu em Roma e, antes de se tornar papa, foi vinculado à Igreja de São Cyriacus nas Termas de Diocleciano. Diz-se que ele encontrou Ulrico de Augsburgo em sua visita a Roma em 909, e previu a eventual nomeação de Ulrico como bispo de Augsburgo.

## Pontificado
Mariano foi elevado ao papado em 30 de outubro de 942 por intervenção de Alberico II de Spoleto. Esse período é conhecido como Saeculum obscurum devido ao poder de Alberico e seus parentes sobre os papas. Mariano concentrou-se nos aspectos administrativos do papado e procurou reformar o clero secular e regular. Ele estendeu a nomeação do Arcebispo Frederico de Mainz como vigário papal e missus dominicus por toda a Alemanha e França. Mariano mais tarde interveio quando o bispo de Cápua apreendeu sem autorização uma igreja que havia sido dada ao local a Monges beneditinos. Na verdade, ao longo de seu pontificado, Mariano favoreceu vários mosteiros, emitindo uma série de bulas em seu favor.
Mariano ocupou o palácio construído pelo Papa João VII no topo do Monte Palatino nas ruínas da Domus Gaiana. Ele morreu em maio de 946 e foi sucedido por Agapito II.